# Марино (городской округ город Нефтекамск)
Ма́рино (баш. Марин) — деревня в городском округе город Нефтекамск Башкортостана.

## География
Расположена на правом берегу реки Марьинки, в 1 км к юго-западу от железнодорожной станции Нефтекамск, в 17 км от Николо-Берёзовки, в 115 км от Ижевска, в 100 км к северо-западу от Бирска, в 182 км от Уфы и в 246 км к югу от Перми.

## История
Деревня Марина впервые упоминается в 1654 году, в Писцовой книге Казанского уезда, как починок Шипицина в дворцовой Сарапульской волости Арской дороги Казанского уезда: «Починок Шипицын за рекою Камою: пашни и перелогу восмь длинников, семь поперечников, итого пятьдесят шесть десятин в поле, а в дву по тому ж». В другом месте той же писцовой книги говорится:
Того ж села Никольского отъезжие ж пашни от деревни Патраковы к черемиской деревне Чоткарине до чёрного лесу и подле чёрного лесу до починка Шипицына: пашни ж, и перелогу, и лесом поросло тритцать два длинника, дватцать семь поперечников, итого восмесот шестьдесят четыре десятины в три поля. А в одно поле двесте восмьдесят восмь десятин, а в дву по тому ж.
В переписной книге города Сарапула и дворцовой Сарапульской волости 1710 года, составленной воеводой Никитой Альферьевичем Кудрявцевым, деревня Марина (Щипицина) не числится. Она также не упоминается в ландратской переписи 1716—1717 годов и в материалах 1-й (1719) и 2-й (1744) ревизий. Первое упоминание о ней в источниках XVIII века датируется 1745 годом. Сохранилась запись о том, что в 1745 году башкиры Енейской волости деревней Суксы и Телдеево отдали крестьянам деревни Мариной Лаврентию Галанову и Ивану Меринкову «вотчину свою, бортные ухожьи, хмелевые щипанья и всякие звериные ловли вверх по Каме реке на луговой Камы реки стороне». В том же году башкиры из тех же деревень отдали в оброчное владение крестьянам деревни Марино Перфилу Васильевичу Стерлядеву и Андрею Замараеву на 1 год рыбные ловли в озере Сакловкуль. В 1749 году маринские крестьяне Лаврентий Галанов и Иван Меринков получили на 20 лет у башкир Гарейской волости вотчину по реке Берёзовка, с условием уплаты по 60 копеек в год.
Во время 4-й ревизии 1782 года в деревне Шипицина (Марина) была учтена 391 душа дворцовых крестьян — 195 мужчин и 196 женщин. В то время деревня административно-территориально принадлежала к дворцовой Касёвской волости Осинской округи Пермского наместничества. По 5-й ревизии 1795 года в Бирском уезде Уфимского наместничества. Население: 339 человек дворцовых крестьян: 168 мужчин и 171 женщина. Согласно ревизским сказкам 5-й ревизии, в 1795 году по указу Уфимской губернской палаты несколько семей дворцовых крестьян деревни Шипицина (Марина) были переселены в деревни Якимкову, Кутерем, Кутлинка и Калегина.
В 1796—1865 годах в составе Оренбургской губернии. В 1850 году в Касёвской волости Бирского уезда Уфимского округа Оренбургской губернии. В 1865 году из части территории Оренбургской губернии была создана Уфимская губерния и деревня Марина, в составе Бирского уезда, перешла в её административно-территориальное подчинение.
В 1920 году в деревне было 183 двора, население составляло 937 жителей (416 мужчин и 521 женщина), преобладало русское население; в 1925 году в Мариной было 160 дворов.
В 1922—1930 годах в Калегинской волости Бирского кантона Башкирской ССР. С упразднением кантонного деления Башкирской АССР в 1930 году, Марина вошла в состав Краснокамского района. В 1932 году Краснокамский район был присоединён к Калтасинскому району, деревня перешла в административно-территориальное подчинение этого района. В 1935 году район вновь был разделён на Калтасинский и Краснокамский, Марина снова оказалась в составе Краснокамского района. В связи с проведённым в 1965 году укрупнением районов, Краснокамский район был снова упразднён, деревня вторично оказалась в составе Калтасинского района. Относилась к Ташкиновскому сельсовету.
С 1969 года находилась в подчинении Нефтекамского горсовета. С образованием городского округа город Нефтекамск вошла в его состав.

## Население
| 1869 | 1906 | 1920 | 1939 | 1959 | 1989 | 2002 |
| ---- | ---- | ---- | ---- | ---- | ---- | ---- |
| 690  | ↗979 | ↘937 | ↘552 | ↘546 | ↘348 | ↘279 |
| 2010 |      |      |      |      |      |      |
| ↗471 |      |      |      |      |      |      |

## Топографические карты
- Лист карты O-40-133. Масштаб: 1 : 100 000. Состояние местности на 1982 год. Издание 1983 г.